# 민발바닥토끼쥐
민발바닥토끼쥐(Reithrodon typicus)는 비단털쥐과에 속하는 설치류의 일종이다. 아르헨티나 북부와 브라질 남부, 우루과이의 초원에서 발견되는 초식성 동물이다. 핵형은 2n=28이다.